# Glassville
Pour les articles homonymes, voir Glass.
Glassville est un village du comté de Carleton dans l'Ouest de la province canadienne du Nouveau-Brunswick. Le village a le statut de DSL. Dans le cadre de la réforme de la gouvernance locale du 1er janvier 2023, le DSL a été annexé à la ville de Carleton North.

## Géographie
Glassvile est situé à environ 110 kilomètres de route au nord-ouest de Fredericton, dans le comté de Carleton.
Le DSL est enclavé dans l'ouest de la paroisse d'Aberdeen. La paroisse de Kent, à l'ouest, ainsi que la paroisse de Peel, au sud, ne sont distantes que de 5 kilomètres. La ville la plus proche est Florenceville-Bristol, à 15 kilomètres de route à l'ouest.

## Histoire

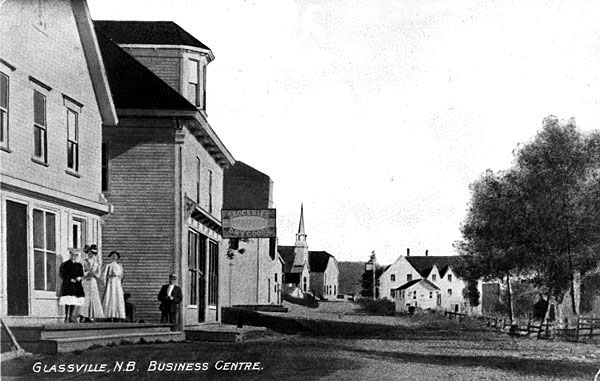
La rue principale de Glassville, vers 1910.

Glassville est fondé entre 1860 et 1861 par le prêtre Charles Gordon Glass, de l'Église libre d'Écosse. Il fait venir les premiers colons, une trentaine de familles originaires d'Aberdeen, en Écosse. Ceux-ci sont vraisemblablement rejoints par d'autres colons.

## Chronologie municipale
- 1821: Érection de la paroisse de Kent dans le comté d'York.
- 1833: Création du comté de Carleton à partir d'une portion du comté d'York, dont la paroisse de Kent. Création de la paroisse d'Aberdeen à partir de portions de la paroisse de Kent et de la paroisse de Brighton.
- 1966: La municipalité du comté de Carleton est dissoute. La paroisse d'Aberdeen devient alors un district de services locaux. Constitution du DSL de Glassville dans la paroisse[4],[5].

## Démographie
(juillet 2016).
D'après le recensement de Statistique Canada, il y avait 82 habitants en 2006, comparativement à 108 en 2001, soit une baisse de 24,1 %. Il y a 39 logements privés, dont 37 occupés par des résidents habituels. Le village a une superficie de 0,60 km2 et une densité de population de 137,2 habitants au kilomètre carré.
| 2011 | 2016 |
| ---- | ---- |
| 78   | 63   |

## Économie
Entreprise Carleton, membre du Réseau Entreprise, a la responsabilité du développement économique.

## Administration

### Commission de services régionaux
Glassville fait partie de la Région 12, une commission de services régionaux (CSR) devant commencer officiellement ses activités le 1er janvier 2013. Contrairement aux municipalités, les DSL sont représentés au conseil par un nombre de représentants proportionnel à leur population et leur assiette fiscale. Ces représentants sont élus par les présidents des DSL mais sont nommés par le gouvernement s'il n'y a pas assez de présidents en fonction. Les services obligatoirement offerts par les CSR sont l'aménagement régional, l'aménagement local dans le cas des DSL, la gestion des déchets solides, la planification des mesures d'urgence ainsi que la collaboration en matière de services de police, la planification et le partage des coûts des infrastructures régionales de sport, de loisirs et de culture; d'autres services pourraient s'ajouter à cette liste.

### Représentation et tendances politiques
Nouveau-Brunswick: Glassville fait partie de la circonscription provinciale de Carleton, qui est représentée à l'Assemblée législative du Nouveau-Brunswick par Dale Graham, du Parti progressiste-conservateur. Il fut élu en 1993 puis réélu depuis ce temps.
 Canada: Glassville fait partie de la circonscription électorale fédérale de Tobique—Mactaquac, qui est représentée à la Chambre des communes du Canada par Michael Allen, du Parti conservateur. Il fut élu lors de la 39e élection générale, en 2006, et réélu en 2008.

## Vivre à Glassville
Le DSL est inclus dans le territoire du sous-district 8 du district scolaire Francophone Nord-Ouest. Les écoles francophones les plus proches sont à Grand-Sault. Cette ville compte aussi un campus du CCNB-Edmundston alors qu'il y a une université à Edmundston même.
Glassville possède une caserne de pompiers, un bureau de poste et l'église anglicane Christ Church. Le détachement de la Gendarmerie royale du Canada le plus proche est à Florenceville-Bristol.
Les anglophones bénéficient des quotidiens Telegraph-Journal, publié à Saint-Jean, et The Daily Gleaner, publié à Fredericton. Ils ont aussi accès au bi-hebdomadaire Bugle-Observer, publié à Woodstock. Les francophones ont accès par abonnement au quotidien L'Acadie nouvelle, publié à Caraquet, ainsi qu'à l'hebdomadaire L'Étoile, de Dieppe.